# La merienda a orillas del Manzanares
La merienda a orillas del Manzanares o La merienda es un cuadro de Francisco de Goya que inaugura la segunda serie de cartones para tapices diseñados para el comedor del Palacio de El Pardo. Está inspirada en un sainete homónimo de Ramón de la Cruz.
Ingresó en el Museo del Prado en 1870, cuando Gregorio Cruzada Villaamil la descubrió y describió junto a otras obras. Se encuentra en la colección permanente de la pinacoteca, manteniendo el número de catálogo 785 y exponiéndose en la sala 85.

## Análisis
Representa una escena popular a orillas del río Manzanares en Madrid. Al fondo, oculta por los arbustos, se observa la Ermita de la Virgen del Puerto. El bodegón posee rasgos finos característicos del Goya joven. El flirteo entre la naranjera y los majos raya en los temas que la princesa María Luisa de Parma deseaba para los cartones. La segunda serie de tapices de Goya posee temáticas campestres y está compuesta de poco más de diez cartones.
Goya recibió poco más de 7000 reales por esta obra, que se le pidió los primeros días del mes y que entregó el 30 de octubre de 1776. De estos temas populares también están impregnados sus compañeros de serie, Baile a orillas del Manzanares y La riña en la venta nueva. Goya está influenciado en la época por su cuñado Francisco Bayeu y Agustín Esteve. La nobleza, en especial María Luisa, desea parecerse al pueblo y solicita cartones que representen escenas típicas de la vida popular de Madrid.
Aureliano de Beruete y Moret destacó las figuras realistas y el enfoque de Goya a los objetos como trajes y botellas. También mostró interés por la expresión y la alegría de los majos. De colores vivos, los majos están llenos de alegría y desenfreno. El color parece por momentos alejarse, y Goya desdibuja algunos elementos de fondo para realzar el efecto.